# Rivière Noire (Outaouais)
Pour les articles homonymes, voir Rivière Noire.
La rivière Noire est une rivière, affluent de la rive nord de la rivière des Outaouais. La rivière Noire coule dans le territoire non organisé du Lac-Nilgaut, dans la municipalité régionale de comté de Pontiac, dans la région administrative de Outaouais, au Québec, au Canada.

## Géographie

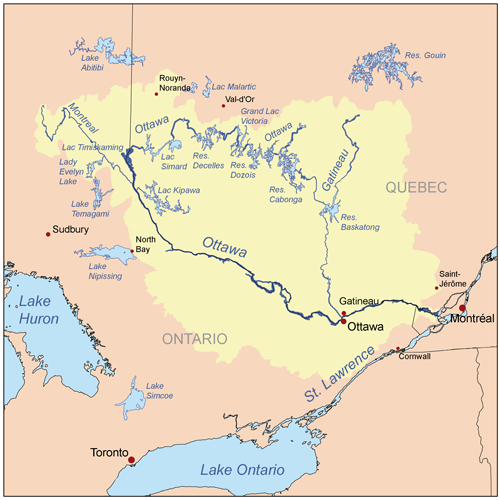
bassin hydrographique de la rivière des Outaouais.

La rivière Noire coule sur 252 km généralement vers le sud. Elle prend sa source au lac Saint-Pierre et se déverse dans rivière des Outaouais au pied de L'Isle-aux-Allumettes, dans la municipalité de Waltham. L'embouchure de la rivière noire est situé à l'est du lac Lynch (que traverse la rivière des Outaouais) et à 1,1 km en amont du pont de Waltham qui enjambe la rivière des Outaouais.
Un barrage hydro-électrique de 11,65 Mw est situé près de son embouchure. Il s'agit du premier barrage hydro-électrique commercial du Canada et il date du début du XXe siècle. Il appartenait autrefois à la Pembroke Electric Light Company et maintenant à Hydro-Pontiac. On utilise encore aujourd'hui l'une des turbines de 1918 pour desservir les villages des environs ainsi que la ville de Pembroke (Ontario).

## Toponymie
Le toponyme de la rivière Noire a été officialisé le 5 décembre 1968 la Commission de toponymie du Québec.